# Kemenesmihályfa
Kemenesmihályfa is een plaats (község) en gemeente in het Hongaarse comitaat Vas. Kemenesmihályfa telt 564 inwoners (2001).